# Risskov Gymnasium
Risskov Gymnasium (forkortet: RIG) er et gymnasium, beliggende i Risskov ved Aarhus.
De første elever på Risskov Gymnasium blev undervist på Strandskolen i august 1968. Vejlby-Risskov Kommunes skolekommission havde foreslået, at det femte gymnasium i Aarhus-området skulle placeres i Vejlby, og det forslag var både de øvrige forstadskommuner omkring Aarhus og Århus Amt med på. Navnet var dengang Amtsgymnasiet, Vejlby-Risskov, men det blev hurtigt ændret til "Risskov Amtsgymnasium". Efter amternes nedlæggelse blev gymnasiet selvejende og skiftede navn til Risskov Gymnasium. Gymnasiet er tegnet af arkitekt Knud Friis og blev indviet i oktober 1969.
Risskov Gymnasium havde fra 1969 til 1980 højere forberedelseseksamen, fra 1972 til 1990 gymnasiale suppleringskurser, og siden 1989 har det været tilsluttet Team Danmark-ordningen.
Gymnasiet kunne fejre sit 40 års jubilæum i 2008.
For at hjælpe elever har RIG lagt flere videoer om matematik på Youtube.

## Gymnasiets rektorer
- 1968-1980: Just Vange
- 1980-2010: Birthe Balleby
- 2010-: Gitte Horsbøl

## Kendt lærer
- Michael Grankvist Sørensen har lavet en youtube-kanal, som rummer flere end 90 videoer om matematik.[1]

## Kendte studenter
- 1973: Flemming Hvidtfeldt, fhv. chefredaktør for Århus Stiftstidende
- 1974: Jacob Haugaard, komiker, skuespiller og MF (1994-98)
- 1983: Jacob Nybroe, nyhedschef for TV2 Nyhederne
- 1984: Kirsten Hammann, forfatter
- 1991: Jeppe Nybroe, journalist
- 1994: Camilla Martin, sportsudøver
- 1996: Morten Østergaard, fhv. partileder for det Radikale Venstre, MF, fhv. minister
- 2003: Nikolaj Villumsen, MEP, Fhv. MF (Ø)
- 2003: Stine Pilgaard, forfatter
- ukendt: Bo Brummerstedt Iversen, kemiker og professor, UA